# Lies (singel EMF)
Lies – czwarty i ostatni singiel brytyjskiej formacji EMF z ich debiutanckiego albumu Schubert Dip. Piosenka uplasowała się na 47. miejscu na Liście Przebojów Trójki i na 18. pozycji listy Billboard Hot 100. Początkowo utwór zawierał zsamplowany głos Marka Chapmana, zabójcy Johna Lennona, który został usunięty z późniejszych wydań na wniosek Yoko Ono - żony ofiary.

## Lista utworów

### 12Vinyl US[4]
1. Lies (Megastress Mix) 7:45
2. Lies (Prozac Mix) 5:50
3. Strange Brew (Live) 2:58
4. Lies (Head The Ball) 6:32
5. Lies (Jonestown Mix) 4:53
6. Lies 3:38

### Mini CD Japan[5]
1. Lies 3:38
2. Lies (Head The Ball) 6:32

### CD Single UK & Europe[6]
1. Lies 3:39
2. Lies (Jonestown Mix) 4:54
3. Lies (Head The Ball) 6:25